# Courcelles-sur-Voire
Courcelles-sur-Voire település Franciaországban, Aube megyében. Lakosainak száma 23 fő (2022. január 1.). Courcelles-sur-Voire Blignicourt, Chavanges, Montmorency-Beaufort, Pars-lès-Chavanges, Rances, Rosnay-l’Hôpital és Yèvres-le-Petit községekkel határos.

## Népesség
A település népessége az elmúlt években az alábbi módon változott:
| Lakosok száma | 44   | 27   | 25   | 34   | 23   | 25   | 27   | 26   | 26   | 23   |
|               | 1968 | 1982 | 1990 | 2006 | 2013 | 2015 | 2017 | 2019 | 2020 | 2022 |